# باب لاچفورد
باب لاچفورد (به انگلیسی: Bob Latchford) زادهٔ ۱۸ سپتامبر ۱۹۵۱ بازیکن فوتبال اهل انگلستان بود که سابقهٔ بازی در تیم ملی فوتبال انگلستان را در کارنامهٔ خود دارد. وی در تاریخ ۱۶ نوامبر ۱۹۷۷ نخستین بازی ملی خود را در مقابل تیم ملی فوتبال ایتالیا انجام داد و با حضور در ۱۲ بازی ملی، در تاریخ ۱۳ ژوئن ۱۹۷۹ واپسین بازی ملی‌اش را در برابر تیم ملی فوتبال اتریش برگزار کرد.
این بازیکن توانسته در بازی‌های ملی، ۵ گل به ثمر برساند.